# Scene It? Lights, Camera, Action
Scene It? Lights, Camera, Action es una adaptación en videojuego de popular juego DVD con el mismo nombre exclusivamente para Xbox 360. El juego viene con más de 1800 preguntas, con la opción de descargar más contenido. El juego fue presentado en el E3 2007 por Microsoft programado para ser lanzado en Navidad de 2007.